# Samag
Die SAMAG Saalfelder Werkzeugmaschinen GmbH ist ein Thüringer Hersteller von Werkzeugmaschinen und Lohnfertiger für die Automobilindustrie mit Sitz in Saalfeld/Saale.

## Geschichte
Die Samag wurde 1873 als Maschinenbaufabrik Auerbach & Scheibe gegründet und fertigte Bohr-, Biege- und Sondermaschinen. Im Zuge der Entstaatlichung der Volkseigenen Betriebe auf dem Gebiet der ehemaligen DDR nach 1990 wurde das Unternehmen 1993 wieder privatisiert. Bis zur Wende war der VEB Werkzeugmaschinenfabrik Saalfeld Teil des Werkzeugmaschinenkombinats „Fritz Heckert“, das bis 1969 unter der VVB Werkzeugmaschinen und Werkzeuge organisiert war. Während der Werkzeugmaschinenbauer in der DDR rund 1800 Beschäftigte zählte, sank die Mitarbeiterzahl nach der Wende stark ab. Die heutige Samag fertigt und vertreibt Bearbeitungszentren und Tiefbohrmaschinen. Weiterhin wird die Entwicklung und Fertigung von Sondermaschinen und Fertigungslinien für eine verkettete Produktion angeboten. Im Jahr 2017 wurden wieder rund 740 Mitarbeiter beschäftigt und ein Umsatz von 120 Millionen Euro erwirtschaftet. Das Werkzeugmaschinen-Geschäft ist hierbei nur für einen Umsatz von rund 20 Millionen Euro verantwortlich, der Hauptanteil des Umsatzes wird mit der Fertigung von Zulieferteilen für die Automobilwirtschaft erzielt. Hierzu zählen Achsschenkel, Differentialgehäuse und Kurbelwellenlagerdeckel für Personen- und Nutzfahrzeuge. Diese Produkte werden vornehmlich auf den eigenen Maschinen bearbeitet. In Auftragsfertigung werden weitere Branchen wie der allgemeine Maschinenbau, die Elektro-, Möbel- und Schienenfahrzeugindustrie und die Medizintechnik beliefert. Neben dem Hauptsitz in Saalfeld werden weitere Standorte in Königsee und Gera betrieben.
Der Betrieb ist im Jahr 2025 in wirtschaftliche Schieflage geraten, sodass im zum 1. Mai 2025 die Insolvenzeröffnung stattfand.
Der österreichische Unternehmer Wei Wang übernimmt den Betrieb und 50 der 90 Mitarbeiter am Standort Saalefeld/Saale werden übernommen.